# Giorgi Guliashvili
Giorgi Guliashvili (georgià: გიორგი გულიაშვილი, nascut a Tbilsi el 5 de setembre de 2001) és un futbolista professional georgià que juga com a davanter al Sarajevo, de la Lliga de Bòsnia, i a la selecció georgiana.

## Trajectòria
Guliashvili va començar a jugar a les categories inferiors del FC Saburtalo i va debutar a l'Erovnuli Liga el 28 de maig de 2019 als 17 anys quan va entrar al terreny de joc com a substitut d'Ognjen Rolović en la victòria del seu equip per 3-0 contra el WIT Georgia. Al final d'aquesta temporada, Guliashvili va guanyar dues nominacions a la cerimònia anual de lliurament de premis organitzada per la Federació de Futbol de Geòrgia: Gol de la temporada pel gol marcat en la victòria per 2-0 contra Croàcia sub-19 i el premi d'or Alexander Chivadze per a jugadors sub-19.
A poc a poc es va guanyar un lloc a l'equip, jugant al Saburtalo com a membre habitual de la plantilla durant les tres temporades següents. Guliashvili va marcar el seu primer gol a la Lliga el 24 de juliol de 2020 contra Torpedo Kutaisi.
Va deixar el club el gener de 2023 i fitxant pel Sarajevo de la lliga de Bòsnia. L'agost de 2023, va ser cedit a Velež Mostar per una temporada. A Mostar va ser un habitual titular a un equip que va acabar tercer a la lliga, Guliashvili va ser seleccionat entre els onze millors jugadors de la temporada.
Després de la cessió, va tornar al Sarajevo, on es va fer un lloc fixe a l'onze i va tornar a demostrar la seva capacitat golejadora. El 2025, Guliashvili va ajudar al seu equip amb quatre gols a la victòria del Sarajevo a la Copa de Bòsnia. També va ser el màxim golejador de la lliga i va ser nomenat Jugador de la Temporada per la Unió de Futbolistes de Bòsnia, el segon extranger en aconseguir-ho, després del brasiler Wagner.

## Selecció georgiana
Guliashvili ha representat Geòrgia a tots els nivells juvenils fins la sub-21. Va participar a l'Eurocopa sub 21 del 2023, marcant un gol a l'empat contra Bèlgica.
El 23 de març de 2025, Guliashvili va debutar amb la selecció absoluta, entrant com a substitut de Giorgi Tsitaishvili al minut 70 de la victòria de Geòrgia per 6-1 a la Lliga de Nacions contra Armènia.

## Estadístiques

### Club
Actualitzat a 31 de maig de 2025
| Club                                       | Temporada     | Lliga                    | Lliga   | Lliga | Copa Nacional | Copa Nacional | Competició Europea | Competició Europea | Altres  | Altres | Total   | Total |
| Club                                       | Temporada     | Divisió                  | Partits | Gols  | Partits       | Gols          | Partits            | Gols               | Partits | Gols   | Partits | Gols  |
| ------------------------------------------ | ------------- | ------------------------ | ------- | ----- | ------------- | ------------- | ------------------ | ------------------ | ------- | ------ | ------- | ----- |
| Saburtalo Tbilisi Geòrgia                  | 2018          | Erovnuli Liga            | 0       | 0     | 1             | 0             | 0                  | 0                  | —       | —      | 1       | 0     |
| Saburtalo Tbilisi Geòrgia                  | 2019          | Erovnuli Liga            | 4       | 0     | 0             | 0             | 0                  | 0                  | —       | —      | 4       | 0     |
| Saburtalo Tbilisi Geòrgia                  | 2020          | Erovnuli Liga            | 14      | 4     | 3             | 0             | 1                  | 1                  | —       | —      | 18      | 5     |
| Saburtalo Tbilisi Geòrgia                  | 2021          | Erovnuli Liga            | 26      | 3     | 3             | 0             | —                  | —                  | 1*      | 0      | 30      | 3     |
| Saburtalo Tbilisi Geòrgia                  | 2022          | Erovnuli Liga            | 35      | 4     | 3             | 0             | 4                  | 0                  | —       | —      | 42      | 4     |
| Saburtalo Tbilisi Geòrgia                  | Total         | Total                    | 79      | 11    | 10            | 0             | 5                  | 1                  | 1       | 0      | 95      | 12    |
| Sarajevo Bòsnia i Hercegovina              | 2022–23       | Premier League de Bòsnia | 10      | 0     | 0             | 0             | —                  | —                  | —       | —      | 10      | 0     |
| Sarajevo Bòsnia i Hercegovina              | 2023–24       | Premier League de Bòsnia | 1       | 0     | 0             | 0             | 1                  | 0                  | —       | —      | 2       | 0     |
| Sarajevo Bòsnia i Hercegovina              | 2024–25       | Premier League de Bòsnia | 26      | 16    | 7             | 4             | 4                  | 1                  | —       | —      | 37      | 21    |
| Sarajevo Bòsnia i Hercegovina              | Total         | Total                    | 34      | 16    | 7             | 4             | 5                  | 1                  | —       | —      | 49      | 21    |
| Velež Mostar (cessió) Bòsnia i Hercegovina | 2023–24       | Premier League de Bòsnia | 22      | 8     | 2             | 2             | —                  | —                  | —       | —      | 24      | 10    |
| Total Carrera                              | Total Carrera | Total Carrera            | 138     | 35    | 19            | 6             | 10                 | 2                  | 1       | 0      | 168     | 43    |

*Supercopa Georgiana

### Selecció
Actualitzat a 23 de maig de 2025
| Selecció | Any   | Partits | Gols |
| -------- | ----- | ------- | ---- |
| Geòrgia  | 2024  | 0       | 0    |
| Geòrgia  | 2025  | 1       | 0    |
| Total    | Total | 1       | 0    |

## Palmarès

### Equips
Saburtalo Tbilisi
- Erovnuli Liga: 2018
- Copa David Kipiani: 2019, 2021
- Supercopa de Geòrgia: 2020

Sarajevo
- Copa de Bòsnia: 2024-25

### Individual
- Gol de la temporada: 2019
- Millor jugador georgià sub-19: 2019
- Jugador de la temporada 2024-25 a la Lliga Bosniana

## Links Externs
- Giorgi Guliashvili a Soccerway
- Giorgi Guliashvili a Transfermarkt
- Giorgi Guliashvili a Sofascore